# Robert Dickson
Robert Dickson (Erin, 23 de julho de 1944 – Sudbury, 19 de março de 2007) foi um  poeta, tradutor e académico canadense.
Dickson trabalhou durante mais de trinta anos para o "Departamento de Estudos Franceses e de Tradução"  da Universidade Laurentiana em Sudbury, Ontário. Ele ganhou o "´Prémio do Governador-Geral" para poesia em língua francesa em 2002, pelo seu livro Humains paysages en temps de paix relative ("Paisagens Humanas em Tempos de Relativa Paz").
Dickson também escreveu canções para o grupo de folk franco-canadense CANO durante a década de 1970.
Dickson faleceu aos 62 anos de idade, em sua casa de Sudbury, no dia 19 de Março de 2007, devido a um tumor cerebral.